# Filosofia occidental

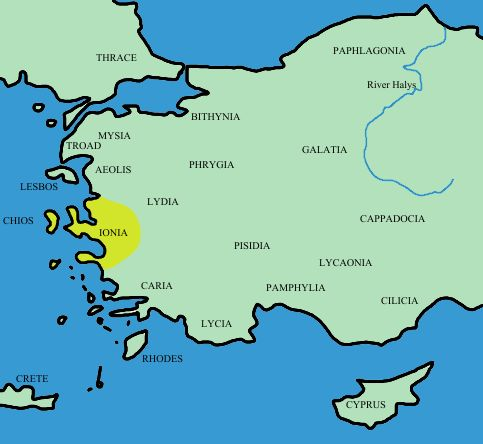
Jònia, on va néixer la filosofia grega primerenca, a l'oest de l'Àsia Menor

La filosofia occidental fa referència al pensament filosòfic i al seu desenvolupament a occident, distingint-se així de la filosofia oriental o d'altres tendències observades entre diversos pobles indígenes. La paraula "filosofia" es correspon a la paraula de l'antiga Grècia φιλοσοφία, literalment, "amor a la saviesa" (Φιλεῖν - philein "Apreci" i σοφία - sophia "saviesa", en el sentit del coneixement).
El terme és recent i es va encunyar per referir-se al pensament filosòfic de la civilització occidental a partir de les seves arrels gregues, a l'antiga Grècia, i abasta una gran part del món, incloses Amèrica del Nord i Austràlia. Anteriorment s'equiparava per etnocentrisme el pensament occidental amb la història de la filosofia general i, per tant, no es necessitava cap diferenciació. Amb la reivindicació de tradicions racionals diferents, es va diferenciar el cànon clàssic de pensaments d'altres regions.
En el seu sentit contemporani, la filosofia occidental fa referència a les dues tradicions contemporànies de la filosofia: filosofia analítica i filosofia continental.

## Història

### Antiga
L'abast de la filosofia occidental antiga incloïa els problemes de la filosofia tal com s'entenen avui; però també incloïa moltes altres disciplines, com ara les matemàtiques pures i les ciències naturals com la física, l'astronomia i la biologia (Aristòtil, per exemple, va escriure sobre tots aquests temes).

#### Presocràtics
Els filòsofs presocràtics estaven interessats en la cosmologia⁣; la naturalesa i l'origen de l'univers, alhora que rebutjaven les respostes mítiques a aquestes preguntes. Estaven especialment interessats en l'arque (la causa o primer principi) del món. El primer filòsof reconegut, Tales de Milet (nascut c. 625 aC a Jònia) va identificar l'aigua com l'arkhé (al·legant que "tot és aigua"). El seu ús de l'observació i la raó per treure aquesta conclusió és la raó per distingir-lo com el primer filòsof. Anaximandre, estudiant de Tales, va afirmar que l'arkhé era l'apeiron, l'infinit. Després de Tales i Anaximandre, Anaxímenes de Milet va afirmar que l'aire era l'element més adequat.
Pitàgores va néixer c. 570 aC a l'illa de Samos davant de la costa de Jònia, i més tard va viure a Crotona al sud d'Itàlia (Magna Grècia). Els pitagòrics sostenen que "tot són nombres", donant explicacions formals en contrast amb les materials anteriors dels jonis. El descobriment dels intervals consonàntics en la música per part del grup va permetre establir el concepte d'harmonia en la filosofia, que suggeria que els contraris podien donar lloc a coses noves. També creien en la metempsicosi, la transmigració de les ànimes o la reencarnació.
Parmènides va argumentar que, a diferència dels altres filòsofs que creien que l'arkhé es transformava en múltiples coses, el món ha de ser singular, immutable i etern, i que qualsevol cosa que suggerís el contrari era una il·lusió. Zenó d'Elea va formular les seves famoses paradoxes per donar suport a les opinions de Parmènides sobre la il·lusió de la pluralitat i el canvi (en termes de moviment), demostrant que eren impossibles. Heràclit va presentar una explicació alternativa, que afirmava que tot estava en moviment constantment, assenyalant, amb unes paraules que van fer fortuna, que no es podia entrar al mateix riu dues vegades. Empèdocles compartia molts punts tant amb Parmènides com amb els pitagòrics. Va afirmar que l'arkhé estava compost per múltiples fonts, donant lloc al model dels quatre elements clàssics. Aquests al seu torn actuaven segons les forces de l'Amor i la Lluita, creant les barreges d'elements que formen el món. Una altra visió de l'arkhé que actuava per una força externa va ser presentada pel seu contemporani Anaxàgores, que va afirmar que nous, la ment, n'era responsable. Leucip i Demòcrit van proposar l'atomisme com a explicació de la naturalesa fonamental de l'univers. Jonathan Barnes considera que l'atomisme va ser "la culminació del pensament grec antic".
A més d'aquests filòsofs, els sofistes eren professors de retòrica que ensenyaven als estudiants a debatre sobre qualsevol aspecte d'un tema. Si bé com a grup, no tenien opinions específiques, en general van promoure el subjectivisme i el relativisme. Protàgores, un dels filòsofs sofistes més influents, va afirmar que "l'home és la mesura de totes les coses", suggerint que no hi ha una veritat objectiva. Això també s'aplicava a qüestions d'ètica, amb Pròdic de Ceos argumentant que les lleis no es podien prendre seriosament perquè canviaven constantment, mentre que Antifont afirmava que la moral convencional només s'havia de seguir en societat.

#### Període clàssic

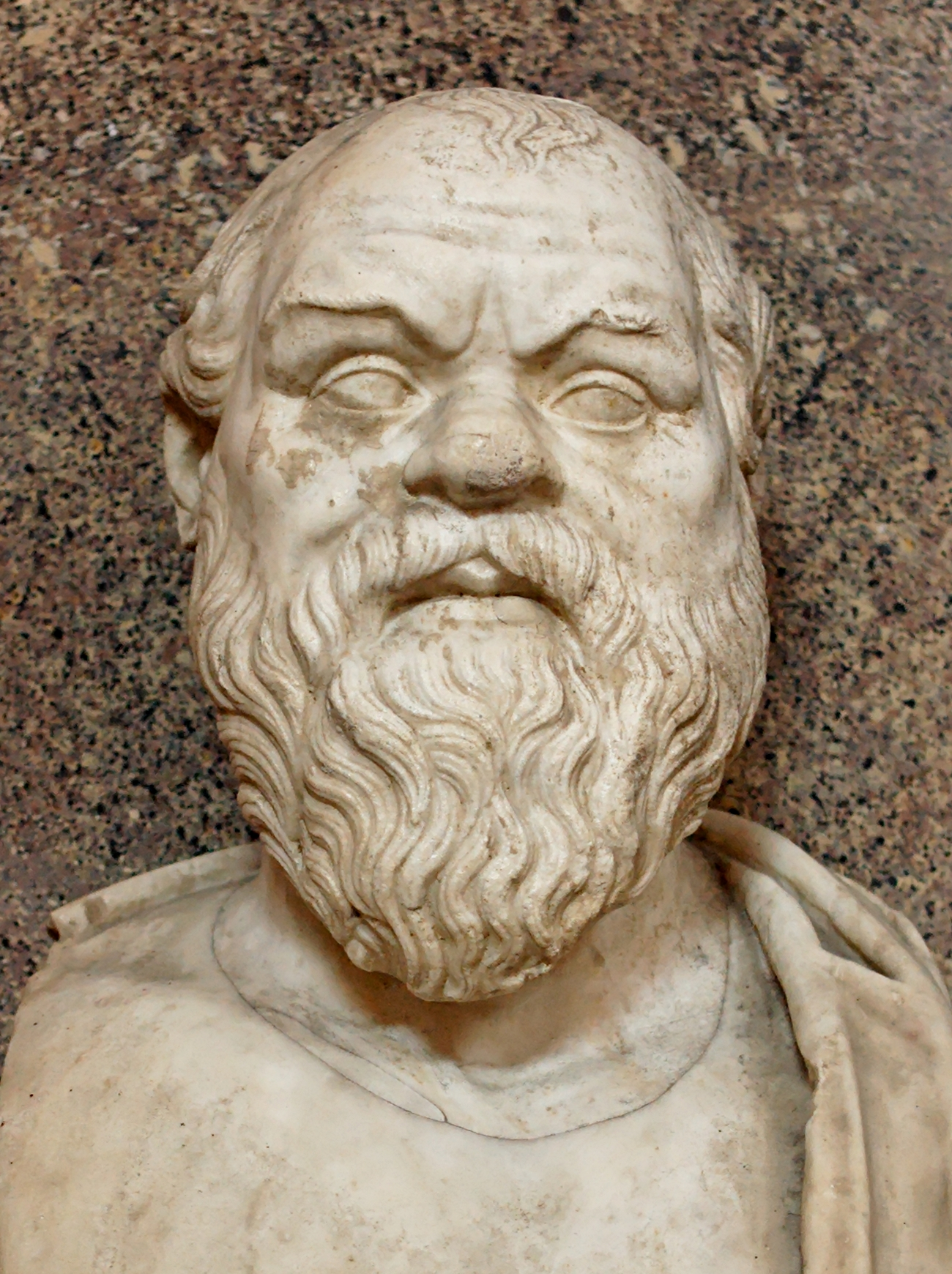
Bust de Sòcrates, còpia romana d'un original grec del

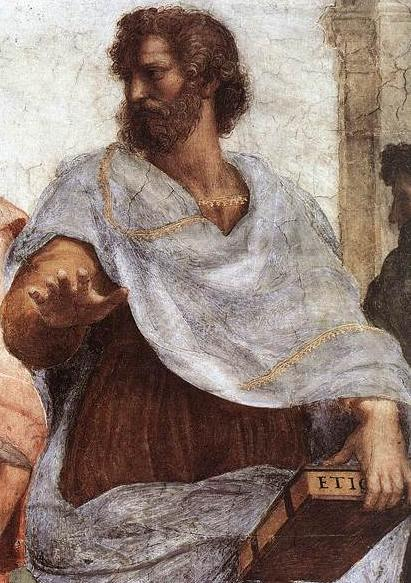
Aristòtil a L'escola d'Atenes, de Rafael

El període clàssic de la filosofia grega antiga se centra en Sòcrates i les dues generacions d'estudiants que el segueixen.
Sòcrates va experimentar un esdeveniment que li va canviar la vida quan el seu amic Querefont va visitar l'Oracle de Delfos on la Pítia li va dir que ningú a Atenes era més savi que Sòcrates. En assabentar-se d'això, Sòcrates va passar gran part de la seva vida qüestionant qualsevol persona a Atenes que el comprometés, per tal d'investigar el qu ehavia dit Pítia. Sòcrates va desenvolupar un enfocament crític, ara anomenat mètode socràtic, per examinar les opinions de la gent. Es va centrar en temes de la vida humana: eudaimonia, justícia, bellesa, veritat i virtut. Tot i que Sòcrates no va escriure res ell mateix, dos dels seus deixebles, Plató i Xenofont, van escriure sobre algunes de les seves converses, tot i que Plató també va exposar Sòcrates com a personatge de ficció en alguns dels seus diàlegs. Aquests diàlegs socràtics mostren el mètode socràtic que s'aplica per examinar problemes filosòfics.
L'interrogatori de Sòcrates li va fer guanyar enemics que finalment el van acusar d'impietat i de corrompre la joventut. La democràcia atenesa el va jutjar, va ser declarat culpable i va ser condemnat a mort. Tot i que els seus amics li van oferir ajudar-lo a escapar de la presó, Sòcrates va optar per romandre a Atenes i complir amb els seus principis. La seva execució va consistir en beure cicuta verinosa. Va morir l'any 399 aC.
Després de la mort de Sòcrates, Plató va fundar l'Acadèmia Platònica i la filosofia platònica. Tal com havia fet Sòcrates, Plató identificava virtut amb coneixement. Això el va portar a plantejar-se preguntes d'epistemologia sobre què és el coneixement i com s'adquireix.
Sòcrates va tenir diversos altres estudiants que també van fundar escoles de filosofia. Dos d'aquestes van ser de curta durada: l'escola d'Eretria, fundada per Fedó d'Elis, i l'escola de Megara, fundada per Euclides de Mègara. Altres dos van ser de llarga durada: el cinisme, fundat per Antístenes, i el cirenaïcisme, fundat per Aristip de Cirene. Els cínics consideraven el propòsit de la vida de viure en virtut, d'acord amb la natura, rebutjant tots els desitjos convencionals de riquesa, poder i fama, portant una vida senzilla lliure de totes les possessions. Els cirenaics van promoure una filosofia gairebé oposada a la dels cínics, basada en l'hedonisme, sostenint que el plaer era el bé suprem, especialment les gratificacions immediates; i que la gent només podia conèixer les seves pròpies experiències, ja que la veritat que hi podia haver més enllà era incognoscible.
L'última escola de filosofia que es va establir durant el període clàssic va ser l'escola peripatètica, fundada per l'alumne de Plató, Aristòtil. Aristòtil va escriure àmpliament sobre temes d'interès filosòfic, com ara la física, la biologia, la zoologia, la metafísica, l'estètica, la poesia, el teatre, la música, la retòrica, la política i la lògica. La lògica aristotèlica va ser el primer tipus de lògica que va intentar categoritzar tots els sil·logismes vàlids. La seva epistemologia comprenia una forma primerenca d'empirisme. Aristòtil va criticar la metafísica de Plató com a metàfora poètica, tot i que no va exposar una explicació per al canvi. Aristòtil va proposar el model de les quatre causes per explicar el canvi: material, eficient, formal i final, totes elles basades en el que Aristòtil va anomenar el motor immòbil. Els seus punts de vista ètics van identificar l'eudaimonia com el bé últim, ja que era bo en si mateix. Va pensar que l'eudaimonia es podia aconseguir vivint segons la naturalesa humana, que és viure amb raó i virtut, definint la virtut com el mitjà àuri entre extrems. Aristòtil va veure la política com l'art més alt, ja que totes les altres activitats estan subordinades al seu objectiu de millorar la societat. L'estat hauria d'aspirar a maximitzar les oportunitats per a la recerca de la raó i la virtut mitjançant l'oci, l'aprenentatge i la contemplació. Aristòtil va ser tutor d'Alexandre el Gran, que va conquerir gran part de l'antic món occidental. L'hel·lenització i la filosofia aristotèlica han exercit una influència considerable en gairebé tots els filòsofs posteriors d'Occident i Orient Mitjà.

#### Filosofia hel·lenística i romana

Mapa de l'imperi d'Alexandre el Gran i la ruta que va fer amb Pirró d'Elis a l'Índia

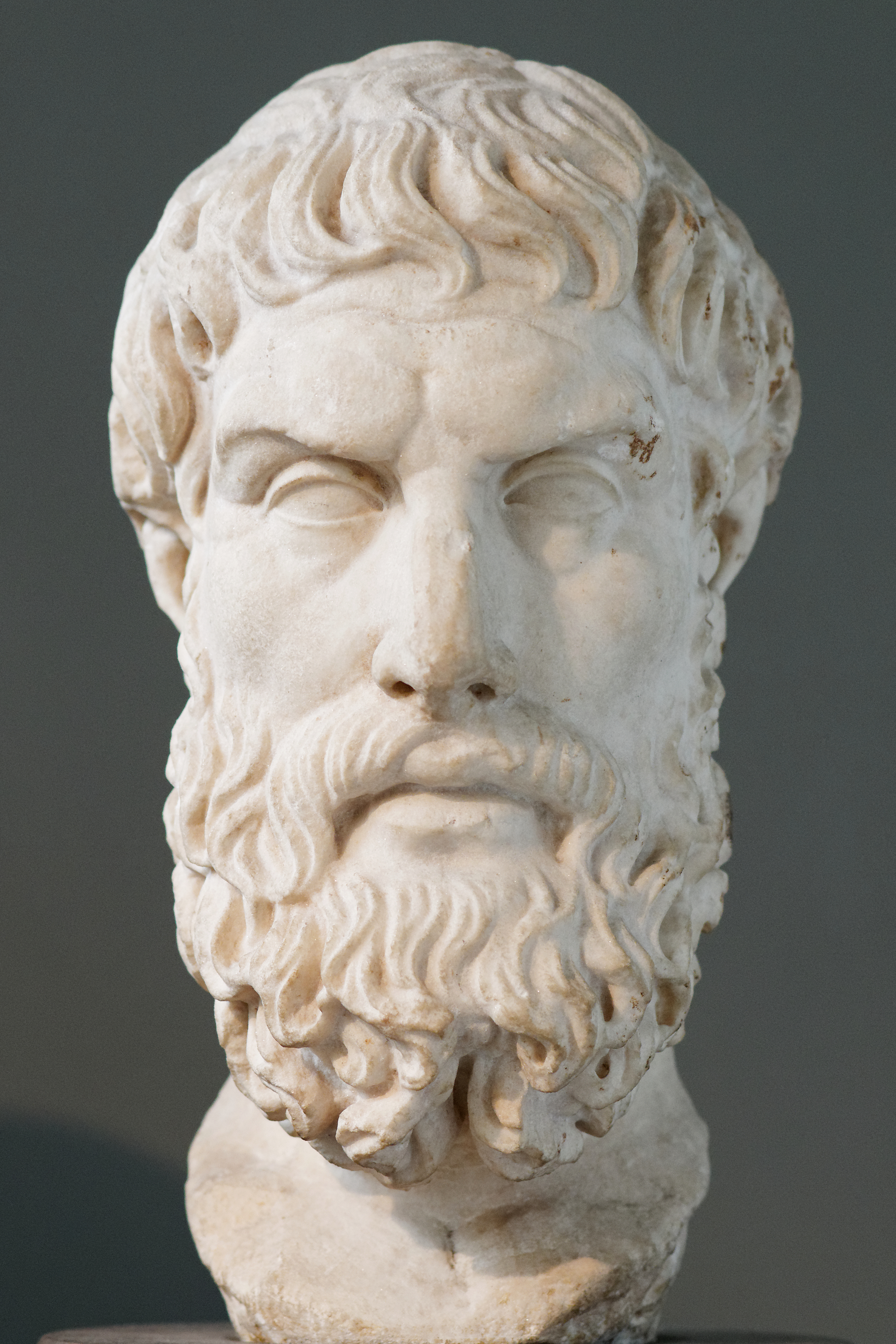
Bust romà d'Epicur

Els períodes hel·lenístic i de l'Imperi Romà van veure la continuació de l'aristotelisme i el cinisme, i l'aparició de noves filosofies, com ara el pirronisme, l'epicureisme, l'estoïcisme i el neopitagorisme. El platonisme també va continuar però va rebre noves interpretacions, especialment l'escepticisme acadèmic en el període hel·lenístic i el neoplatonisme en el període imperial. Les tradicions de la filosofia grega van influir molt en la filosofia romana. A l'època imperial, l'epicureisme i l'estoïcisme eren especialment populars.
Les diverses escoles de filosofia van proposar mètodes diversos i contradictoris per assolir l'eudaimonia. Per a algunes escoles, va ser a través de mitjans interns, com la calma, l'ataràxia (ἀταραξία), o la indiferència, l'apatia (ἀπάθεια), que possiblement va ser causada per l'augment de la inseguretat de l'època. L'objectiu dels cínics era viure d'acord amb la natura i contra les convencions amb coratge i autocontrol. Això va ser una inspiració directa per al fundador de l'estoïcisme, Zenó de Cítion, que va adoptar els ideals cínics de fermesa i autodisciplina, però va aplicar el concepte d'apatia a les circumstàncies personals més que a les normes socials, i va defensar el compliment decidit dels deures socials. L'ideal de "viure d'acord amb la natura" també va continuar, i va ser vist com el camí cap a l'eudaimonia, que en aquest cas es va identificar com la llibertat davant pors i desitjos i que requeria escollir com respondre a les circumstàncies externes, ja que la qualitat de vida es considerava basada en les pròpies creences al respecte. Els cirenaics i els epicuris van presentar una visió alternativa. Els cirenaics eren hedonistes i creien que el plaer era el bé suprem de la vida, especialment el plaer físic, que consideraven més intens i més desitjable que els plaers mentals. Els seguidors d'Epicur també van identificar "la recerca del plaer i evitar el dolor" com l'objectiu final de la vida, però van assenyalar que "no ens referim als plaers de despilfarrar o de la sensualitat... ens referim a l'absència de dolor en el cos i els problemes a la ment". Això va conduir l'hedonisme a la recerca de l'ataràxia.
Un altre fil de pensament important en el pensament occidental post-clàssic va ser la qüestió de l'escepticisme. Pirró d'Elis, un filòsof inspirat per Demòcrit, va viatjar a l'Índia amb l'exèrcit d'Alexandre el Gran on Pirró va ser influenciat per les ensenyances budistes, sobretot les tres marques de l'existència. Després de tornar a Grècia, Pirró va iniciar una nova escola de filosofia, el pirronisme, que ensenyava que les opinions d'un mateix sobre qüestions no evidents (és a dir, el dogma) impedeixen assolir l'ataràxia. Per portar la ment a l'ataràxia, el pirronisme utilitza epokhé (suspensió del judici) pel que fa a totes les proposicions no evidents. Després que Arcesilau es convertís en cap de l'Acadèmia, va adoptar l'escepticisme com a principi central del platonisme, fent que el platonisme fos gairebé el mateix que el pirronisme. Després d'Arcesilau, l'escepticisme acadèmic es va apartar del pirronisme. Els escèptics acadèmics no dubtaven de l'existència de la veritat; només dubtaven que els humans tinguessin la capacitat d'arribar-hi. Van basar aquesta posició en el Fedó de Plató, seccions 64–67, en què Sòcrates discuteix com el coneixement no és accessible als mortals.
Després del final del període escèptic de l'Acadèmia amb Antíoc d'Ascaló, el pensament platònic va entrar en el període del platonisme mitjà, que va absorbir les idees de les escoles peripatètica i estoica. Un sincretisme més extrem el va fer Numeni d'Apamea, que el va combinar amb el neopitagorisme. També afectats pels neopitagòrics, els neoplatònics, el primer d'ells Plotí, van argumentar que la ment existeix abans que la matèria, i que l'univers té una causa singular que, per tant, ha de ser una sola ment. D'aquesta manera, el neoplatonisme es va convertir essencialment en una religió, i va tenir molt impacte en el pensament cristià posterior.

### Medieval

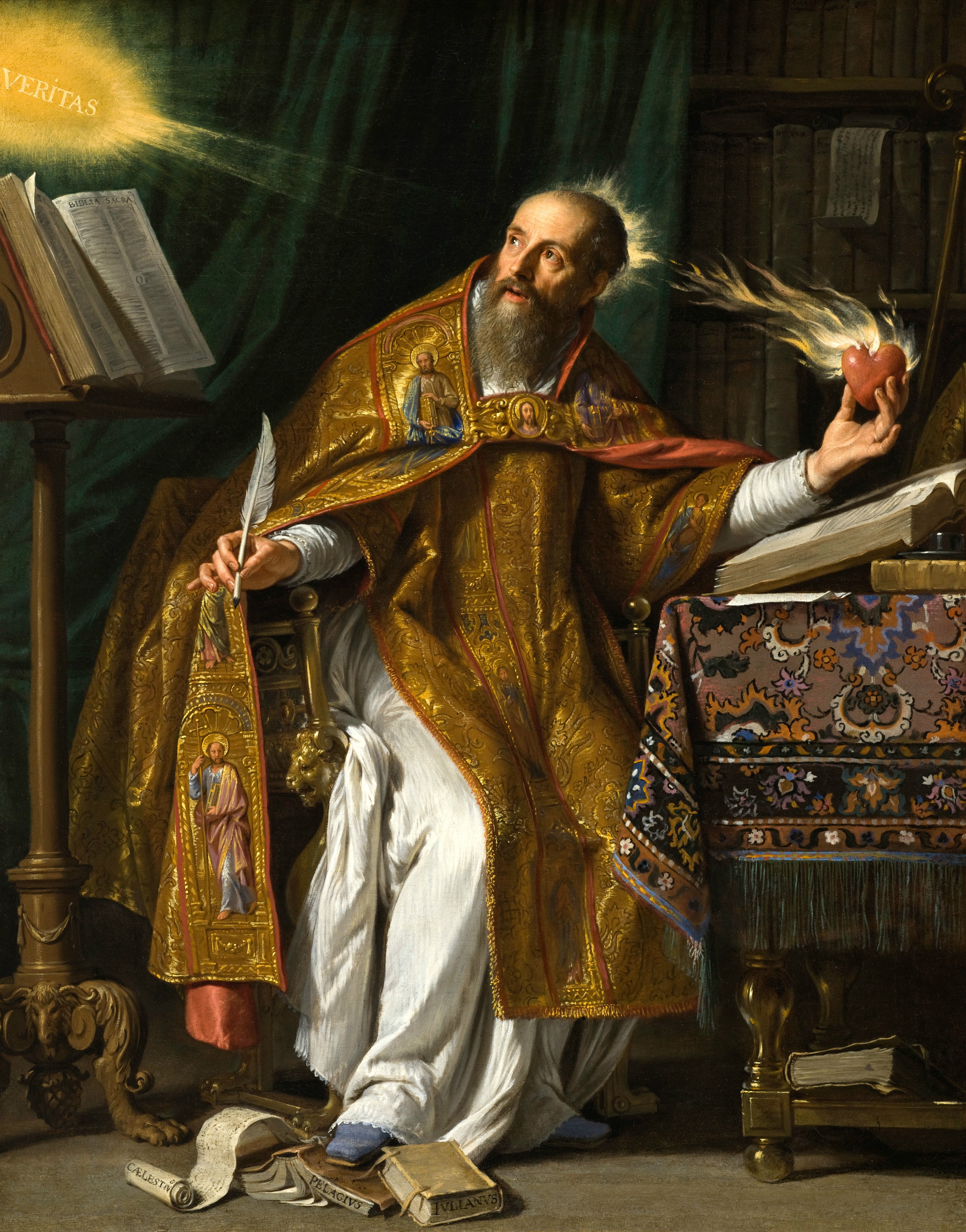
Sant Agustí

La filosofia medieval s'estén aproximadament des de la cristianització de l'Imperi Romà fins al Renaixement. Es defineix en part pel redescobriment i el desenvolupament posterior de la filosofia clàssica grega i hel·lenística, i en part per la necessitat d'abordar els problemes teològics i d'integrar les doctrines sagrades de la religió abrahàmica (judaisme, cristianisme i islam) aleshores esteses amb l'aprenentatge secular. Alguns problemes tractats al llarg d'aquest període són la relació de la fe amb la raó, l'existència i la unitat de Déu, l'objecte de la teologia i la metafísica, els problemes del coneixement, dels universals i de la individuació.
Una figura destacada d'aquest període va ser Agustí d'Hipona, un dels Pares de l'Església més importants del cristianisme occidental. Agustí va adoptar el pensament de Plató i el va cristianitzar. La seva influència va dominar la filosofia medieval potser fins al final d'època i el redescobriment dels textos d'Aristòtil. L'agustinisme va ser el punt de partida preferit per a la majoria dels filòsofs fins al segle XIII. Entre els temes que va tocar la seva filosofia hi havia el problema del mal, la guerra justa i què és el temps. Sobre el problema del mal, va argumentar que el mal era un producte necessari del lliure albir humà. Quan va plantejar la qüestió de la incompatibilitat del lliure albir i la preconeixement diví, tant ell com Boeci van resoldre el problema argumentant que Déu no veia el futur, sinó que es trobava completament fora del temps.

#### Escolàstica

Sant Anselm de Canterbury va ser el fundador de l'escolàstica.

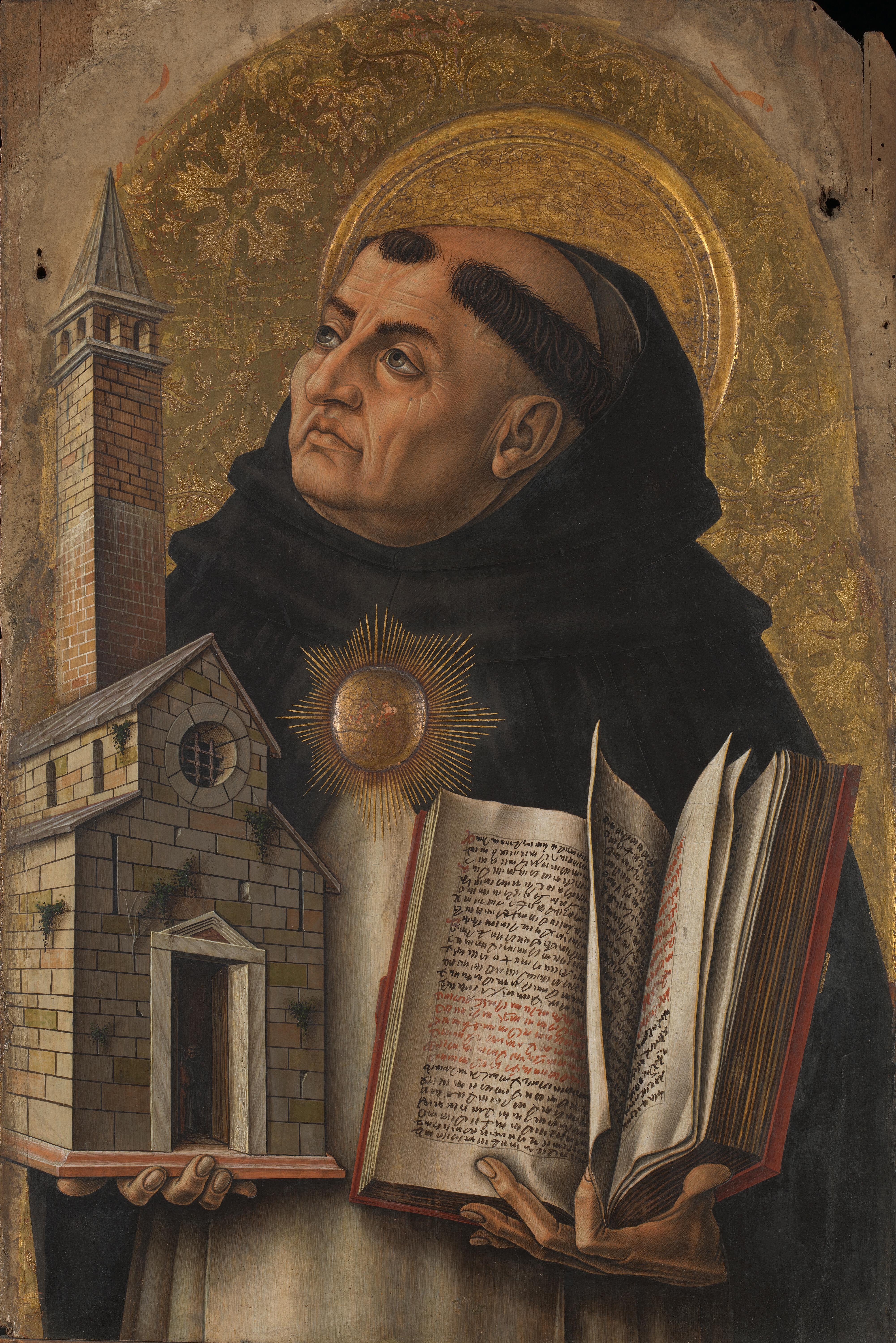
Sant Tomàs d'Aquino, en una pintura de Carlo Crivelli, 1476

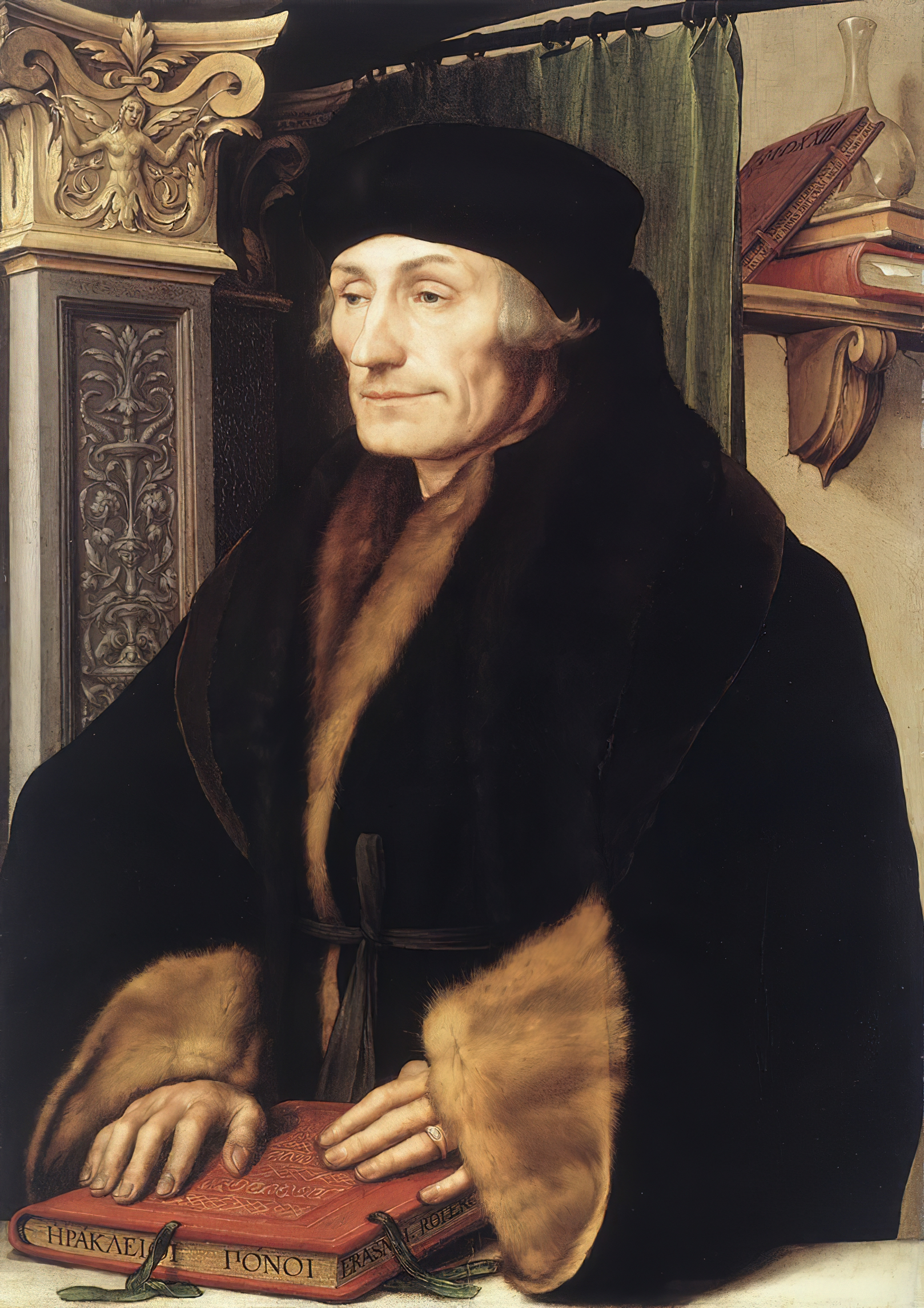
Erasme és anomenat el príncep dels humanistes

Una escola de pensament influent va ser la de l'escolàstica, que no és tant una filosofia o una teologia com una metodologia, ja que posa un fort èmfasi en el raonament dialèctic per estendre el coneixement per inferència i resoldre contradiccions. El pensament escolàstic també és conegut per l'anàlisi conceptual rigorosa i el dibuix acurat de distincions. A l'aula i per escrit, sovint pren la forma d'una disputa explícita; s'aborda un tema extret de la tradició en forma de pregunta, es donen respostes oposades, s'argumenta una contraproposta i es refuten els arguments opositors. A causa del seu èmfasi en el mètode dialèctic rigorós, l'escolàstica es va aplicar finalment a molts altres camps d'estudi.
Anselm de Canterbury (anomenat el 'pare de l'escolàstica') va argumentar que l'existència de Déu es podria provar de manera irrefutable amb la conclusió lògica evident de l'argument ontològic, segons el qual Déu és per definició la cosa més gran que es pugui concebre, i ja que una cosa existent és més gran que un inexistent, ha de ser que Déu existeix o no és la cosa més gran concebible (això últim és per definició impossible). Una refutació d'això la va oferir Gaunilon de Marmoutier, que va aplicar la mateixa lògica a una illa imaginada, argumentant que en algun lloc hi havia d'existir una illa perfecta utilitzant els mateixos passos de raonament (per tant, conduint a un resultat absurd).
Boeci també va treballar en el problema dels universals, argumentant que no existien de manera independent com afirma Plató, però encara creia, en línia amb Aristòtil, que existien en la substància de coses particulars. Una altra figura important de l'escolàstica, Pere Abelard, va estendre això al nominalisme, que afirma (en completa oposició a Plató) que els universals eren de fet només noms donats a característiques compartides per particulars.
Tomàs d'Aquino, filòsof acadèmic i pare del tomisme, va tenir una influència immensa en la cristiandat medieval. Va ser influenciat per Aristòtil recentment descobert, i tenia com a objectiu conciliar la seva filosofia amb la teologia cristiana. Amb l'objectiu de desenvolupar una comprensió de l'ànima, va considerar qüestions metafísiques com la substància, matèria, forma i canvi. Va definir una substància material com la combinació d'una essència i trets accidentals, sent l'essència una combinació de matèria i forma, semblant a la visió aristotèlica. Per als humans, l'ànima és l'essència. També influenciat per Plató, va veure l'ànima immutable i independent del cos.
Altres filòsofs occidentals de l'Edat Mitjana inclouen Joan Escot Eriúgena, Gilbert de Poitiers, Pere Llombard, Hildegarda de Bingen, Robert Grosseteste, Roger Bacon, Bonaventura de Bagnoregio, Pèire Olieu, Matilde de Magdeburg, Robert Kilwardby, Albert el Gran, Enric de Gant, Joan Duns Escot, Margarida Porete, Dante Alighieri, Marsili de Pàdua, Guillem d'Occam, Jean Buridan, Nicolas d'Autrécourt, Mestre Eckhart, Caterina de Siena, Jean Gerson i John Wycliffe. La tradició medieval de l'escolàstica va continuar destacant fins al segle xvii, en personatges com Francisco Suárez i Joan de Sant Tomàs. Durant l'Edat Mitjana, la filosofia occidental també va ser influenciada pels filòsofs jueus Maimònides i Guersònides; i els filòsofs musulmans Al-Kindí, Al-Farabí, Ibn al-Hàytham, Avicenna, Abu-Hàmid al-Ghazalí, Avempace, Ibn Tufayl i Averrois.

#### Humanisme renaixentista

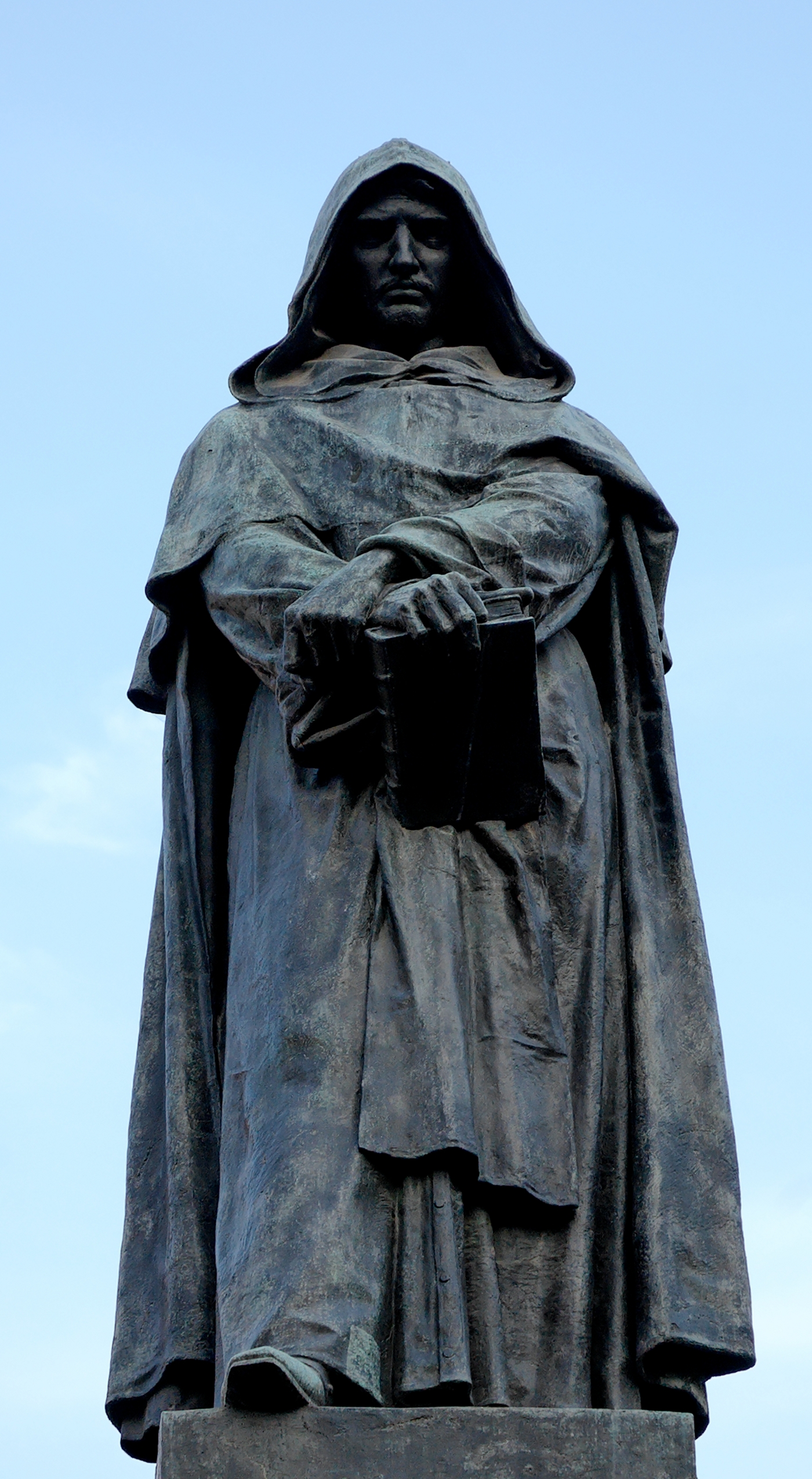
Estàtua de bronze de Giordano Bruno d'Ettore Ferrari, Campo de' Fiori, Roma

El Renaixement va ser un període de transició entre l'edat mitjana i el pensament modern, en què la recuperació dels textos filosòfics grecs antics va ajudar a desplaçar els interessos filosòfics dels estudis tècnics de lògica, metafísica i teologia cap a investigacions eclèctiques sobre la moral, la filologia i el misticisme. L'estudi dels clàssics i de les arts humanes en general, com la història i la literatura, va gaudir d'un interès acadèmic desconegut fins ara a la cristiandat, una tendència que es coneix com a humanisme. Desplaçant l'interès medieval per la metafísica i la lògica, els humanistes van seguir Petrarca fent de la humanitat i les seves virtuts el focus de la filosofia. 
En el punt de pas del Renaixement a la filosofia moderna primitiva/clàssica, els filòsofs del Renaixement, com Giordano Bruno, van utilitzar el diàleg com a estil d'escriptura principal.
Es discuteix la línia divisòria entre el que es classifica com a filosofia renaixentista i moderna.

### Moderna

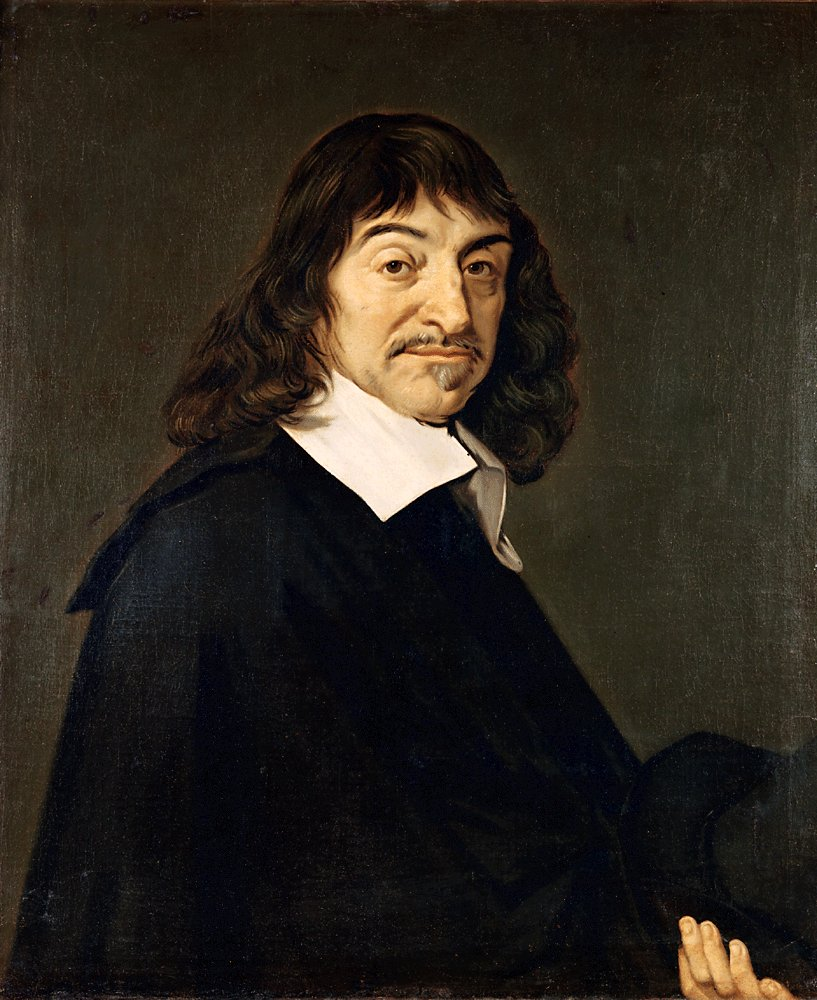
Retrat de René Descartes, segons Frans Hals, de la segona meitat del segle XVII

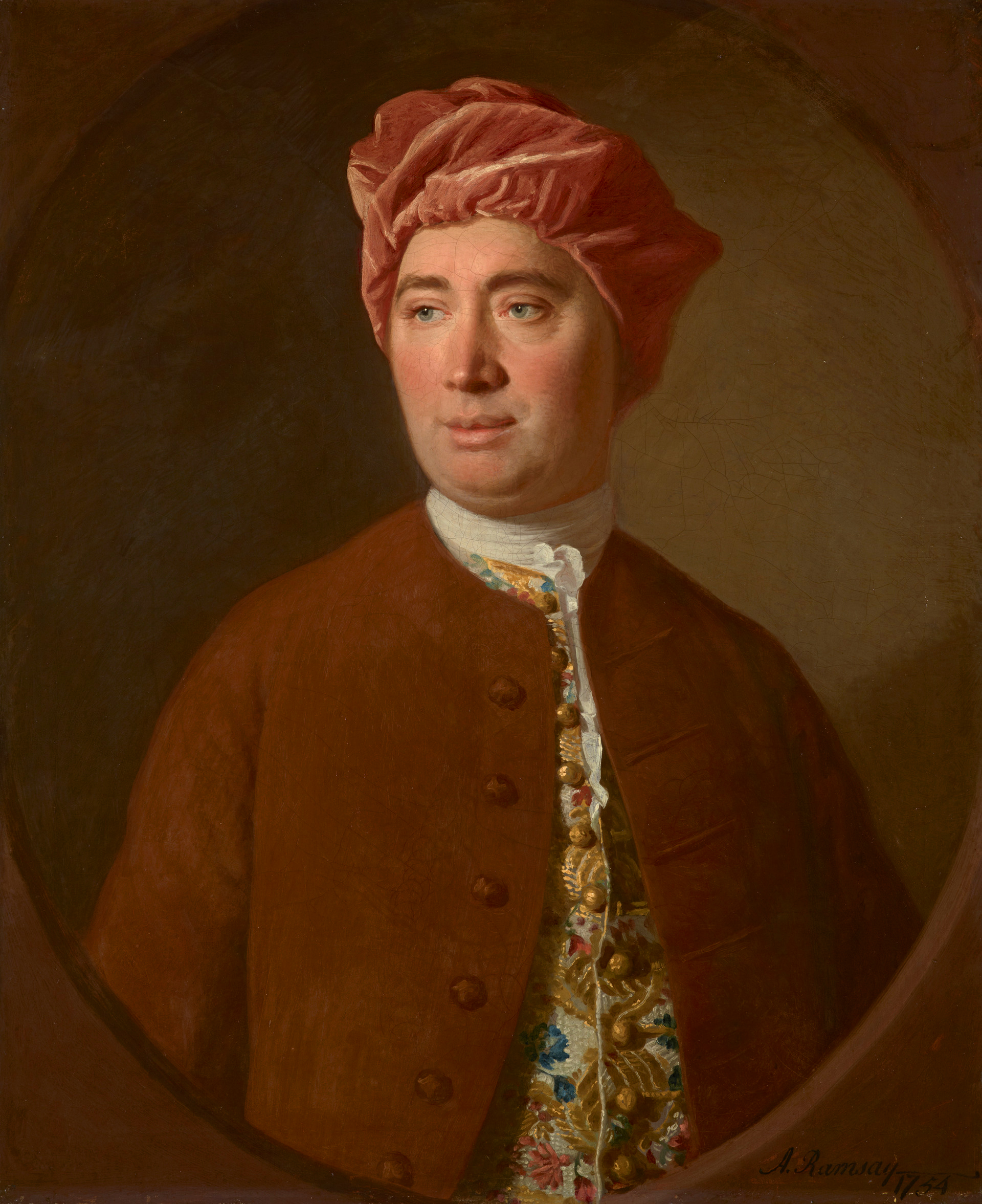
Retrat de David Hume, d'Allan Ramsay, 1754

El terme "filosofia moderna" té múltiples usos. Per exemple, Thomas Hobbes és considerat de vegades el primer filòsof modern perquè va aplicar un mètode sistemàtic a la filosofia política. Per contra, René Descartes és considerat sovint el primer filòsof modern perquè va fonamentar la seva filosofia en problemes de coneixement, més que en problemes de metafísica.
La filosofia moderna i especialment la il·lustrada es distingeix per la seva creixent independència d'autoritats tradicionals com l'Església, l'acadèmia i l'aristotelisme; un nou focus en els fonaments del coneixement i la construcció de sistemes metafísics; i l'aparició de la física moderna a partir de la filosofia natural.

#### Primera modernitat
Alguns temes centrals de la filosofia occidental en el seu període modern (també anomenat clàssic modern) inclouen la naturalesa de la ment i la seva relació amb el cos, les implicacions de les noves ciències naturals per a temes teològics tradicionals com ara el lliure albir i Déu, i l'aparició d'una base secular per a la filosofia moral i política. Aquestes tendències s'uneixen per primera vegada en la crida de Francis Bacon per a fer un nou programa empíric per a l'expansió del coneixement, i aviat van trobar una forma molt influent en la física mecànica i la metafísica racionalista de René Descartes.
L'epistemologia de Descartes es basava en un mètode anomenat dubte metòdic, pel qual només la creença més segura podia actuar com a base per a una investigació posterior, de manera que cada pas cap a noves idees havia de ser el més prudent i clar possible. Això el va portar a la seva famosa màxima cogito ergo sum ("Penso, per tant existeixo"), tot i que els filòsofs anteriors havien fet arguments similars. Això es va convertir en fonamental per a bona part de la filosofia occidental, ja que la necessitat de trobar una ruta des del món privat de la consciència a la realitat existent externament va ser àmpliament acceptada fins al segle xx. Tanmateix, un problema important per al seu pensament va romandre en el problema ment-cos. Una solució al problema va ser presentada per Baruch Spinoza, qui va argumentar que la ment i el cos són una sola substància. Això es basava en la seva visió que Déu i l'univers són un i el mateix, que abasta la totalitat de l'existència. En l'altre extrem, Gottfried Wilhelm Leibniz, va argumentar en canvi que el món estava compost de nombroses substàncies individuals, anomenades mónades. Junts, Descartes, Spinoza i Leibniz són considerats com a primers racionalistes influents.
En contrast amb Descartes, Thomas Hobbes era un materialista que creia que tot era físic, i un empirista que pensava que tot el coneixement prové de la sensació que es desencadena per objectes existents al món exterior, de manera que el pensament és una mena de càlcul. John Locke va ser un altre empirista clàssic, amb els seus arguments que l'ajudaven a superar el racionalisme. Juntament amb David Hume, formen el nucli de l'"empirisme britànic". George Berkeley estava d'acord amb l'empirisme, però en comptes de creure en una realitat última que creava percepcions, va defensar que l'immaterialisme i el món existent es el resultat de ser percebut. En canvi, l'Escolar de Cambridge va continuar representant el racionalisme a Gran Bretanya.
Pel que fa a la filosofia política, els arguments sovint van començar a partir de discutir els primers principis de la naturalesa humana a través de l'experiment mental de com seria el món sense la societat, un escenari conegut com l'estat de naturalesa. Hobbes creia que això seria un acte violent i anàrquic, anomenant la vida sota aquest estat de coses "solitària, pobre, desagradable, brutal i curta". Per evitar-ho, creia que el sobirà de l'estat hauria de tenir un poder essencialment il·limitat. En canvi, Locke creia que l'estat de naturalesa era aquell en què els individus gaudien de llibertat, però que calia que hi renunciessin a l'hora de formar una societat, tot i que no al grau de domini absolut. Mentrestant, Jean-Jacques Rousseau va argumentar que a la natura la gent vivia en un estat tranquil i còmode, i que la formació de la societat va provocar l'augment de la desigualtat.
El final aproximat del primer període modern s'identifica sovint amb l'intent sistemàtic d'Immanuel Kant de limitar la metafísica, justificar el coneixement científic i conciliar tots dos amb la moral i la llibertat. Mentre que els racionalistes havien cregut que el coneixement provenia d'un raonament a priori, els empiristes havien argumentat que provenia de l'experiència sensorial a posteriori, Kant pretenia conciliar aquestes opinions argumentant que la ment utilitza la comprensió a priori per interpretar les experiències a posteriori. S'havia inspirat per adoptar aquest enfocament per la filosofia de Hume, que argumentava que els mecanismes de la ment donaven a la gent la percepció de causa i efecte.
Molts altres col·laboradors seus van ser filòsofs, científics, metges i polítics. Una llista curta inclou Galileo Galilei, Pierre Gassendi, Blaise Pascal, Nicolas Malebranche, Antonie van Leeuwenhoek, Christiaan Huygens, Isaac Newton, Christian Wolff, Montesquieu, Pierre Bayle, Thomas Reid, Jean le Rond d'Alembert i Adam Smith.

#### Idealisme alemany

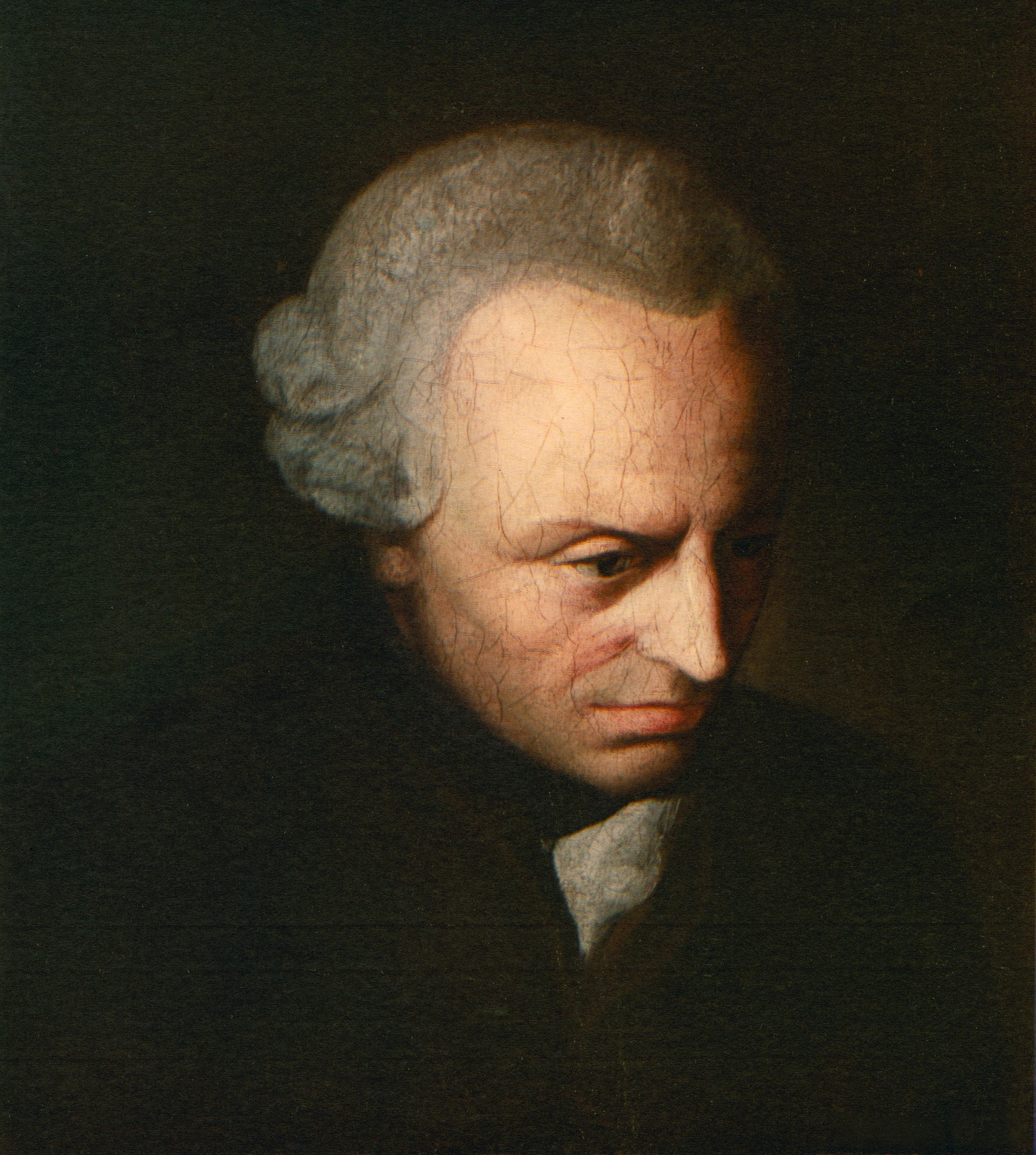
Retrat d'Immanuel Kant, c. 1790

L'idealisme alemany va sorgir a Alemanya a finals del segle XVIII i principis del XIX. Es va desenvolupar a partir del treball d'Immanuel Kant a les dècades de 1780 i 1790.
L'idealisme transcendental, defensat per Immanuel Kant, és la visió segons la qual el que es pot entendre està limitat ja que hi ha moltes coses que no es poden portar sota les condicions del judici objectiu. Kant va escriure la seva Crítica de la raó pura (1781) en un intent de conciliar els plantejaments conflictius del racionalisme i l'empirisme, i d'establir una nova base per estudiar la metafísica. Tot i que Kant sostenia que el coneixement objectiu del món requeria que la ment imposes un marc conceptual o categòric al flux de dades sensorials pures —un marc que incloïa l'espai i el temps mateixos—, va sostenir que les coses en si mateixes existien independentment de les percepcions i judicis humans; per tant, no era un idealista en cap sentit simple. El relat de Kant sobre les coses en si mateixes és alhora controvertit i molt complex. Continuant amb el seu treball, Johann Gottlieb Fichte i Friedrich Schelling van prescindir de la creença en l'existència independent del món i van crear una filosofia idealista a fons.
L'obra més notable de l'idealisme absolut va ser Fenomenologia de l'esperit de GWF Hegel, de 1807. Hegel va admetre que les seves idees no eren noves, però que totes les filosofies anteriors havien estat incompletes. El seu objectiu era acabar correctament la seva feina. Hegel afirma que els objectius bessons de la filosofia són explicar les contradiccions aparents en l'experiència humana (que sorgeixen, per exemple, de les suposades contradiccions entre "ser" i "no ser"), i alhora resoldre i preservar aquestes contradiccions mostrant la seva compatibilitat a un nivell superior d'examen ("ser" i "no ser" es resolen amb "esdevenir"). Aquest programa d'acceptació i reconciliació de contradiccions es coneix com la "dialèctica hegeliana".
Els filòsofs influenciats per Hegel inclouen Ludwig Andreas Feuerbach, que va encunyar el terme "projecció" com a pertanyent a la incapacitat dels humans per reconèixer res del món exterior sense projectar les qualitats de nosaltres mateixos sobre aquestes coses; Karl Marx; Friedrich Engels; i els idealistes britànics, en particular Thomas Hill Green, J. M. E. McTaggart, Francis Herbert Bradley i Robin George Collingwood.
Pocs filòsofs del segle xx van adoptar els principis bàsics de l'idealisme alemany després de la desaparició de l'idealisme britànic. No obstant això, molts han adoptat la dialèctica hegeliana, sobretot els teòrics crítics de l'escola de Frankfurt, Alexandre Kojève, Jean-Paul Sartre (a la seva Crítica de la raó dialèctica) i Slavoj Žižek. Un tema central de l'idealisme alemany, la legitimitat de la "revolució copernicana" de Kant, encara és un important punt de discussió en la filosofia postcontinental o realisme especulatiu del segle XXI.

#### Modernitat tardana

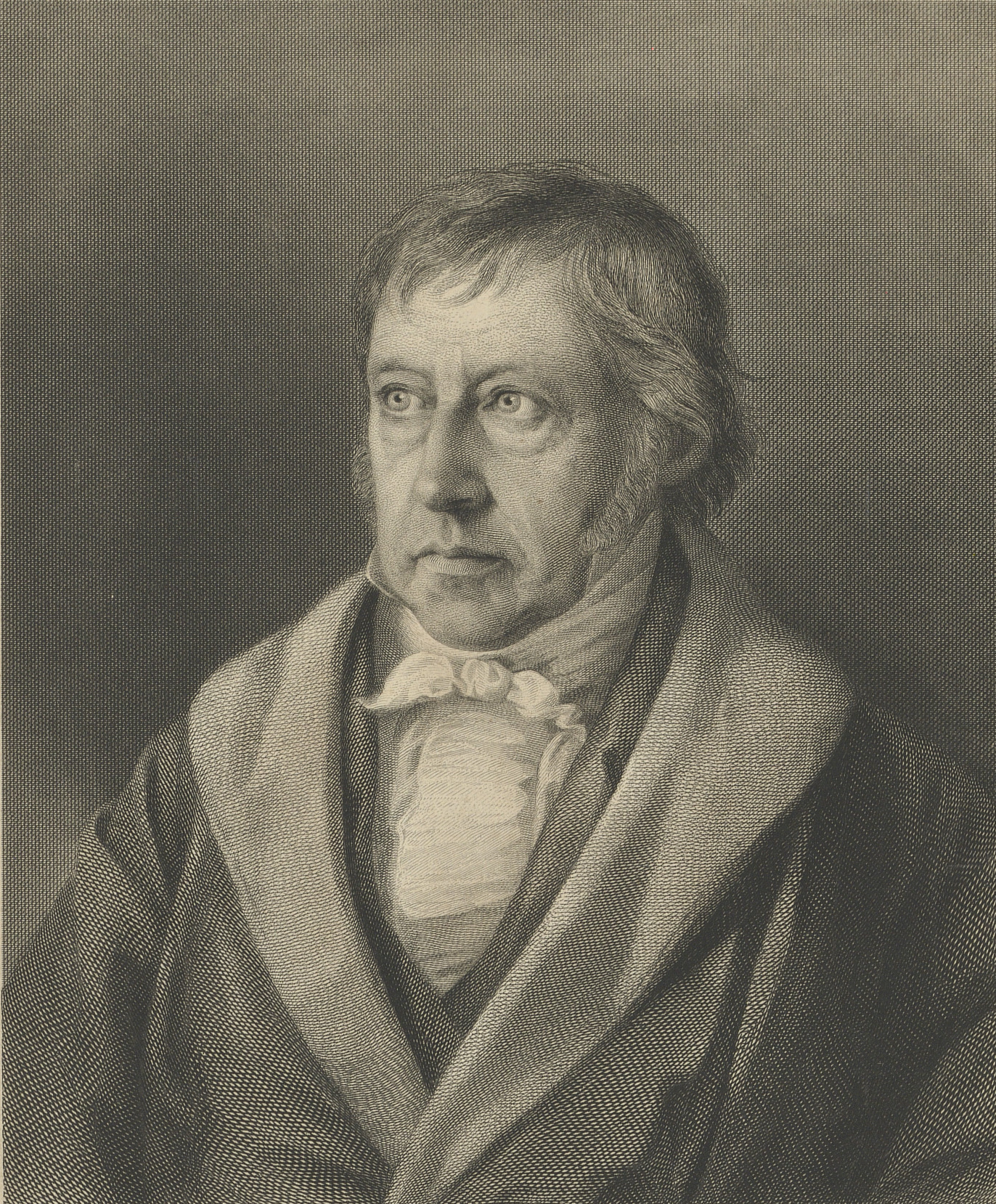
Georg Wilhelm Friedrich Hegel, gravat en acer, després de 1828

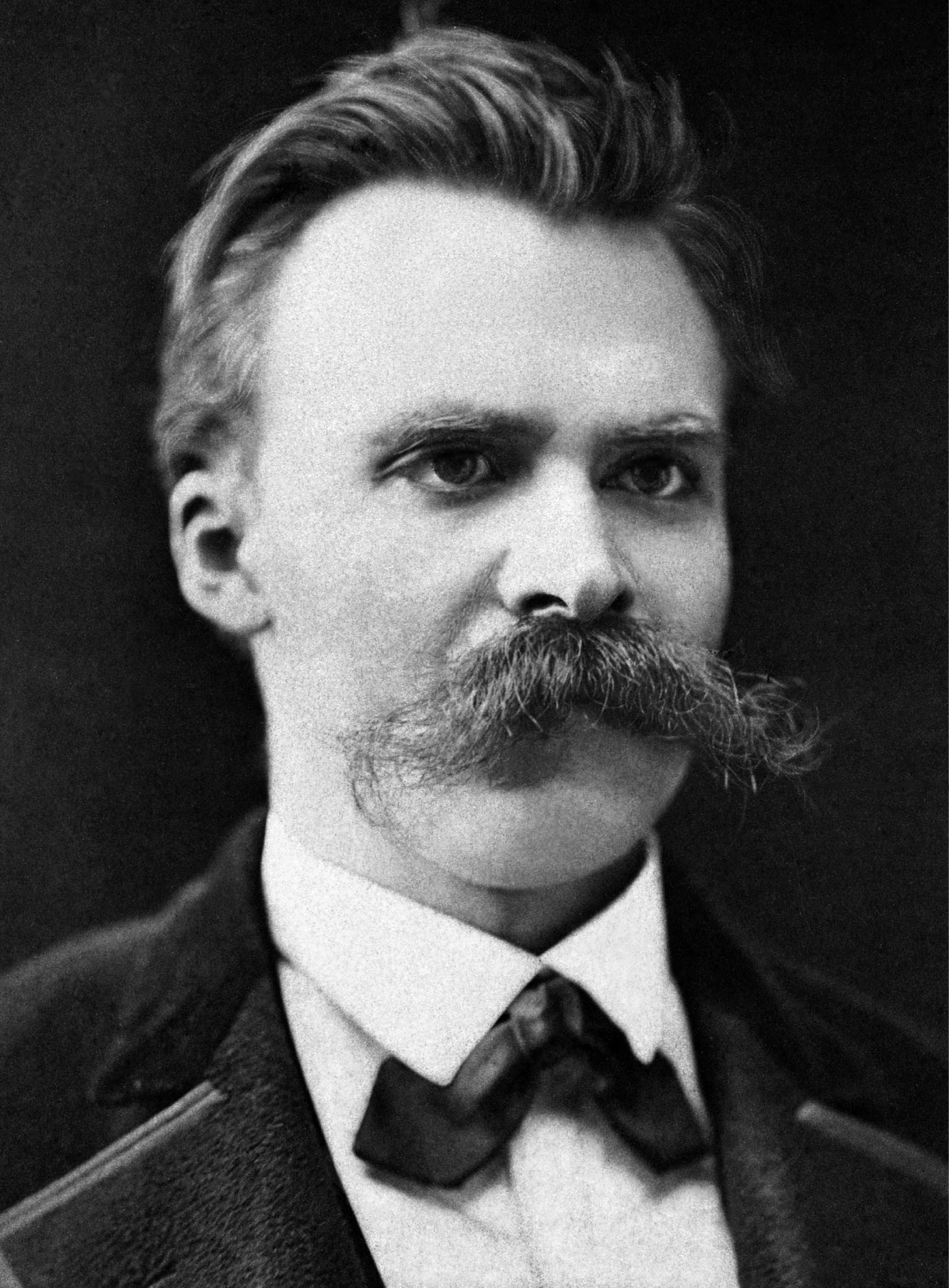
Friedrich Nietzsche, en una fotografia de Friedrich Hartmann, c. 1875

Se sol considerar que la filosofia moderna tardana comença al voltant de l'any crucial de 1781, quan va morir Gotthold Ephraim Lessing i va aparèixer la Crítica de la raó pura d'Immanuel Kant. El segle xix va veure els inicis del que després suposaria la divisió entre les tradicions continentals i analítiques de la filosofia, amb la primera més interessada en els marcs generals de la metafísica (més habituals en el món de parla alemanya), i la segona centrada en qüestions d'epistemologia, ètica, dret i política (més comú al món de parla anglesa).
La filosofia alemanya va exercir una àmplia influència en aquest segle, degut en part al domini del sistema universitari alemany. Els idealistes alemanys, com Johann Gottlieb Fichte, Friedrich Wilhelm Joseph Schelling, Georg Wilhelm Friedrich Hegel i els membres del Romanticisme de Jena (Friedrich Hölderlin, Novalis i Karl Wilhelm Friedrich Schlegel), van transformar l'obra de Kant mantenint que el món està constituït mitjançant un procés racional o semblant a la ment, i com a tal és totalment cognoscible.
Hegel va argumentar que la història era el viatge dialèctic del Geist (ment universal) cap a l'autorealització i l'autorealització. L'autoconsciència del Geist és un coneixement absolut, que en si mateix aporta llibertat total. La seva filosofia es basava en l'idealisme absolut, amb la pròpia realitat mental. El seu llegat es va dividir entre els hegelians de dreta conservadors i els joves hegelians radicals, i aquests últims incloïen David Friedrich Strauss i Ludwig Feuerbach. Feuerbach va defensar una concepció materialista del pensament de Hegel, inspirant Karl Marx.
Arthur Schopenhauer es va inspirar en Kant i la filosofia índia. Acceptant la divisió del món de Kant en realitats noumèniques (la real) i fenomènica (l'aparent), no obstant això, no estava d'acord amb l'accessibilitat de l'anterior, argumentant que de fet s'hi podia accedir. L'experiència de la voluntat indicava que aquesta realitat era accessible, amb la voluntat subjacent a tota la natura, i tota la resta era aparença. Mentre que creia que la frustració d'aquesta voluntat era la causa del patiment, Friedrich Wilhelm Nietzsche pensava que la voluntat de poder empoderava, conduïa al creixement i l'expansió i, per tant, formava la base de l'ètica.
Jeremy Bentham va establir l'utilitarisme, que era una ètica conseqüencialista basada en "la màxima felicitat per al major nombre de persones", idea extreta de Cesare Beccaria. Creia que qualsevol acte es podia mesurar pel seu valor en aquest sentit mitjançant l'aplicació del càlcul felicífic. El fill del seu soci James Mill, John Stuart Mill, es va dedicar posteriorment al seu pensament. Tanmateix, en contrast amb la valoració del plaer pur a l'obra de Bentham, Mill va dividir els plaers en tipus superiors i inferiors.
La lògica va iniciar el període dels seus avenços més significatius des dels inicis de la disciplina, ja que l'augment de la precisió matemàtica va obrir camps sencers d'inferència a la formalització en el treball de George Boole i Gottlob Frege. Altres filòsofs que van iniciar línies de pensament que continuaran donant forma a la filosofia al segle XX inclouen:
- Gottlob Frege i Henry Sidgwick, el treball dels quals en lògica i ètica, respectivament, van proporcionar les eines per a la filosofia analítica primerenca.
- Charles Sanders Peirce i William James, que van fundar el pragmatisme.
- Søren Kierkegaard i Friedrich Nietzsche, que van posar les bases de l'existencialisme i el postestructuralisme.

#### Pragmatisme

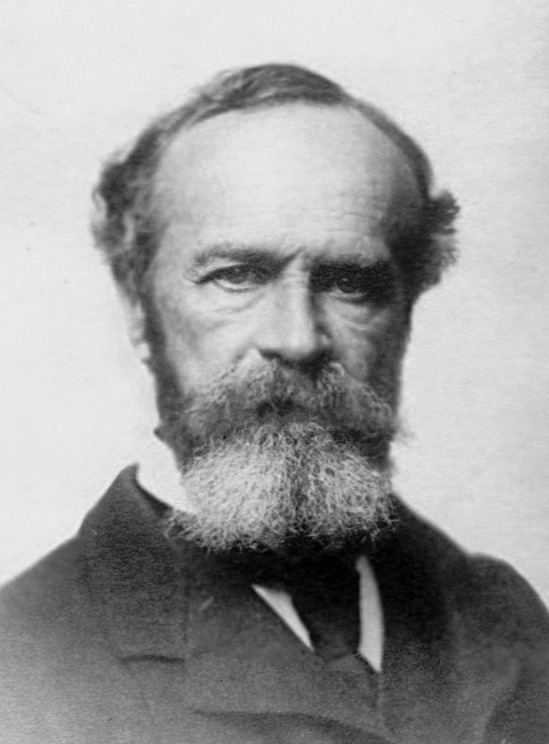
William James el 1906

El pragmatisme és una tradició filosòfica que va començar als Estats Units al voltant de 1870. Afirma que la veritat de les creences consisteix en la seva utilitat i eficàcia més que en la seva correspondència amb la realitat. Charles Sanders Peirce i William James van ser els seus cofundadors i més tard va ser modificat per John Dewey que va defensar l'instrumentalisme. Com que la utilitat de qualsevol creença en qualsevol moment podria dependre de les circumstàncies, Peirce i James van conceptualitzar la veritat final com una cosa establerta només pel futur, l'assentament final de tota opinió.
El pragmatisme va intentar trobar un concepte científic de la veritat que no depengués de la percepció personal o de la referència a algun regne metafísic. Interpretava el significat d'una declaració per l'efecte que tindria la seva acceptació en la pràctica. La investigació portada prou lluny és, per tant, l'únic camí cap a la veritat.
Per a Peirce, el compromís amb la investigació era essencial per trobar la veritat, perquè implicava la idea i l'esperança que la investigació no seria infructuosa. La interpretació d'aquests principis ha estat objecte de discussió des d'aleshores. La màxima de pragmatisme de Peirce és: "Considereu quins efectes, que podrien tenir un efecte pràctic, concebem que té l'objecte de la nostra concepció. Aleshores, la nostra concepció d'aquests efectes és tota la nostra concepció de l'objecte." 
Els crítics van acusar el pragmatisme de ser víctima d'una senzilla fal·làcia: que com que alguna cosa que és veritat resulta útil, aquesta utilitat és una base adequada per a la seva veracitat. Els pensadors pragmàtics inclouen Dewey, George Santayana i Clarence Irving Lewis.
El pragmatisme va ser ser treballat més tard pels neopragmàtics Richard Rorty, que va ser el primer a desenvolupar la filosofia neopragmàtica en la seva Filosofia i mirall de la naturalesa (1979), així com Hilary Putnam, Willard van Orman Quine i Donald Herbert Davidson. El neopragmatisme ha estat descrit com un pont entre la filosofia analítica i continental.

### Contemporània

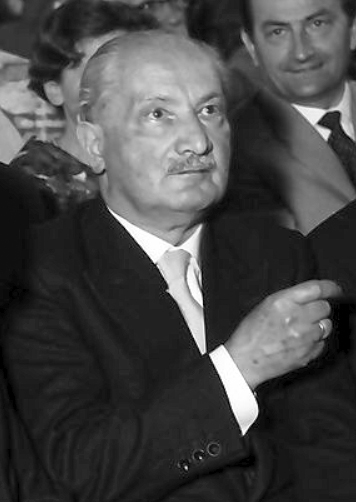
Martin Heidegger

Els tres enfocaments contemporanis principals de la filosofia acadèmica són la filosofia analítica, la filosofia continental i el pragmatisme. No són exhaustius ni excloents mútuament.
El segle XX tracta dels trastorns produïts per una sèrie de conflictes dins del discurs filosòfic sobre la base del coneixement, amb certeses clàssiques enderrocades, i nous problemes socials, econòmics, científics i lògics. La filosofia del segle XX es va establir per a una sèrie d'intents de reformar i preservar i d'alterar o abolir els sistemes de coneixement més antics. Les figures fonamentals inclouen Bertrand Russell, Ludwig Wittgenstein, Edmund Husserl, Martin Heidegger i Jean-Paul Sartre. Es considera que la publicació de les Investigacions lògiques de Husserl (1900–1) i Els principis de les matemàtiques de Russell (1903) marquen l'inici de la filosofia del segle xx. El segle XX també va veure la creixent professionalització de la disciplina i l'inici de l'època actual (contemporània) de la filosofia.
Des de la Segona Guerra Mundial, la filosofia contemporània s'ha dividit sobretot en tradicions analítiques i continentals; el primer portat al món de parla anglesa i el segon al continent europeu. El conflicte percebut entre les escoles de filosofia continentals i analítiques continua sent important, malgrat l'augment de l'escepticisme respecte a la utilitat de la distinció.